# Ochthebius glaber
Ochthebius glaber är en skalbaggsart som beskrevs av Montes och Soler 1988. Ochthebius glaber ingår i släktet Ochthebius och familjen vattenbrynsbaggar. Inga underarter finns listade i Catalogue of Life.